# Hermann Geschwind
Georg Anton Hermann Geschwind (* 1. Februar 1899 in Wolfhagen im Landkreis Kassel; † 30. März 1969) war ein deutscher Gewerkschaftsfunktionär, Landrat des Landkreises Frankenberg und Direktor des Hessischen Landtages.

## Leben
Hermann Geschwind war ein Sohn des Gastwirts Heinrich Karl Geschwind und dessen Ehefrau Anna Johanna Schneider.
Nach dem Besuch der Volksschule und der Präparandenanstalt absolvierte er eine Ausbildung zum Schneider und musste von 1917 bis 1919 Kriegsdienst leisten. Nach dem Krieg übte er bis 1925 seinen erlernten Beruf aus und engagierte sich als ehrenamtliches Vorstandsmitglied im Allgemeinen Deutschen Gewerkschaftsbund.
Von 1925 bis 1933 war er Geschäftsführer des Deutschen Bekleidungsarbeiter-Verbandes, Filiale Kassel. Nachdem die Nationalsozialisten am 2. Mai 1933 die Gewerkschaften zerschlagen hatten, arbeitete er bis 1939 als selbstständiger Schneider. 1939 wurde er Angestellter der Kasseler Verkehrs-Gesellschaft. Nach dem Attentat vom 20. Juli 1944 wurde Geschwind im Rahmen der Aktion Gitter, in deren Verlauf tausende Sozialdemokraten und Gewerkschafter verhaftet wurden, durch die Gestapo verhaftet und in das KZ Sachsenhausen gebracht. Am 20. September 1944 wurde er aus der Haft entlassen und am 2. Mai 1945 von der amerikanischen Besatzungsmacht als Landrat des Landkreises Frankenberg eingesetzt. Seine Amtszeit dauerte bis zum 30. Juni 1946, als er durch Ulrich Stapenhorst im Amt abgelöst wurde.
Er übernahm am 3. Juli 1946 die Stelle des Direktors des Hessischen Landtags und blieb bis zum Jahresende 1959 in dieser Position.